# A Bad Dream
A Bad Dream (vaak Bad Dream genoemd) is een nummer gespeeld en gemaakt door de Engelse pianorockband Keane.
Het staat als vijfde nummer op hun tweede album Under The Iron Sea. Het werd uitgebracht op 22 januari 2007 als het zesde en laatste single van dat album in het Verenigd Koninkrijk en andere landen.